# 红细胞生成
红细胞生成（英語：erythropoiesis）是指红细胞的生成过程。

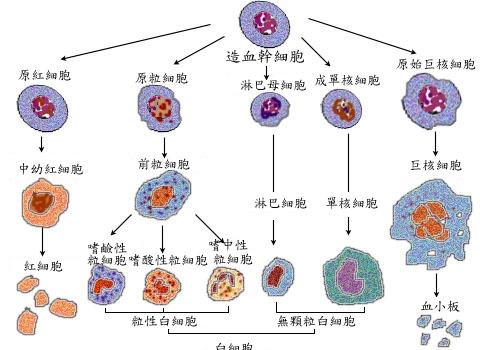
血细胞生成

缺氧时，会促进肾脏产生促红细胞生成素。这种激素可以刺激红细胞前体细胞的增殖分化，并最终在造血组织中发育成为成熟的红细胞。对出生后的鸟类与哺乳动物（包括人类）来说，红骨髓是生成红细胞的器官。而在胚胎初期，红细胞在卵黄囊的中胚层细胞中形成。当到3或4个月时，脾、肝负责生成红细胞。7个月之后，骨髓开始生成红细胞。在罹患某些疾病的人以及某些动物中，也会出现脾、肝生成红细胞的情形，被称为髓外红细胞生成（extramedullary erythropoiesis）。
5岁之前，一个人全身的骨髓都会生成红细胞。到大约25岁时，胫骨、股骨的造血水平会降到很低。而脊椎骨、胸骨、骨盆、肋骨以及颅骨则会在人的一生中持续地生成红细胞。